# Algèbre d'octonions
En mathématiques, une algèbre d'octonions sur un corps commutatif est une algèbre non associative de dimension 8 qui généralise l'algèbre des octonions de Cayley.
Dans cet article, K désigne un corps commutatif (de caractéristique quelconque) et les algèbres ne sont pas supposées être associatives ou unitaires et elles sont supposées être de dimension finie.

## Définition
Par définition, une algèbre d'octonions sur K est une algèbre de composition de dimension 8 sur K. (Voir les propriétés élémentaires, voir l'article sur ces algèbres.)

## Algèbres alternatives simples
Ici on va caractériser les algèbres d'octonions comme étant les algèbres unitaires alternatives centrales simples non associatives.

### Définitions
On note A une algèbre sur K.
On dit que A est alternative si, quels que soient les éléments x et y de A, la sous-algèbre de A engendrée par x et y est associative. Il est aussi équivalent de dire que l'application trilinéaire (x, y, z) {\displaystyle \mapsto } (xy)z - x(yz) de A3 dans A est alternée. Toute algèbre associative est alternative.
On dit que A est simple si la multiplication de A n'est pas identiquement nulle (il existe x et y dans A tels que xy est non nul) et A et {0} sont les seuls idéaux bilatères de A. (La première condition est satisfaite lorsque A est unitaire et si A est pas réduit à 0.)
On dit que A est absolument simple si, pour tout surcorps commutatif L de K, la L-algèbre L ⊗K A déduite de A par extension des scalaires de K dans L (qui est unitaire et alternative) est simple. Si A est absolument simple, alors A est simple.
On appelle noyau de A l'ensemble des éléments x de A qui s'associent avec tous les éléments de A: quels que soient les éléments y et z de A, (xy)z = x(yz), (yx)z = y(xz) et (yz)x = y(zx). Si A est associative, alors le noyau de A est A. On appelle centre de A l'ensemble des éléments x du noyau de A qui commutent avec tous les éléments de A: xy = yx pour tout élément de A. Si A est unitaire et alternative, on dit que A est centrale (sur K) si le A n'est pas réduite à 0 et si le centre de A est K.1.
Les multiplications à gauche et à droite de A définie par un élément x sont application Lx et Rx de A dans A définie par Lx(y) = xy et Rx(y) = yx. Ce sont des endomorphismes de l'espace vectoriel A. 
L'ensemble des endomorphismes f de l'espace vectoriel A tels que f {\displaystyle \circ } Lx = Lx {\displaystyle \circ } f et {\displaystyle \circ } Rx = Rx {\displaystyle \circ } f pour tout élément x de A est une sous-algèbre unitaire de l'algèbre des endomorphismes de l'espace vectoriel A. On l'appelle centroïde de A.

### Algèbres alternatives simples centrales
Soit A une algèbre alternative sur K. Il est équivalent de dire que :
- A est unitaire, simple et le centre de A est K (A est centrale) ;
- A est simple et le centroïde de A est K ;
- A est absolument simple ;
- A est une algèbre unitaire associative simple centrale sur K ou une A est une algèbre d'octonions sur K.

Donc les algèbres d'octonions sur K ne sont autres que les algèbres unitaires alternatives centrales simples sur K qui ne sont pas associatives, ou encore les algèbres alternatives absolument simples non associatives sur K.

## Référence
- Tonny A. Springer et Ferdinand D. Veldkmap, Octonions, Jordan Algebras and Exceptional Groups, Springer.
- Nathan Jacobson, Basic Algebra I, W. H. Freeman and Compaby, New York, 1989.
- Max-Albert Knus (de), Alexander Merkurjev, Markus Rost et Jean-Pierre Tignol, The Book of Involution, Americam Mathematical Society, 1998.